# Lista planetelor minore/118601–118700
Aceasta este Lista planetelor minore/118601–118700; pentru a naviga prin lista completă vezi Lista planetelor minore.
Pentru ale detalii vezi și Proiect:Astronomie sau Portal:Astronomie.
| Nume     | Denumire provizorie | Data descoperirii | Locul descoperirii | Descoperitor(i)  |
| -------- | ------------------- | ----------------- | ------------------ | ---------------- |
| 118601 - | 2000 GJ107          | 7 aprilie 2000    | Socorro            | LINEAR           |
| 118602 - | 2000 GQ111          | 3 aprilie 2000    | Anderson Mesa      | LONEOS           |
| 118603 - | 2000 GU111          | 3 aprilie 2000    | Anderson Mesa      | LONEOS           |
| 118604 - | 2000 GL114          | 7 aprilie 2000    | Socorro            | LINEAR           |
| 118605 - | 2000 GR116          | 2 aprilie 2000    | Kitt Peak          | Spacewatch       |
| 118606 - | 2000 GG120          | 5 aprilie 2000    | Kitt Peak          | Spacewatch       |
| 118607 - | 2000 GG130          | 5 aprilie 2000    | Kitt Peak          | Spacewatch       |
| 118608 - | 2000 GQ134          | 8 aprilie 2000    | Socorro            | LINEAR           |
| 118609 - | 2000 GZ137          | 4 aprilie 2000    | Anderson Mesa      | LONEOS           |
| 118610 - | 2000 GC143          | 7 aprilie 2000    | Anderson Mesa      | LONEOS           |
| 118611 - | 2000 GG143          | 7 aprilie 2000    | Anderson Mesa      | LONEOS           |
| 118612 - | 2000 GU143          | 7 aprilie 2000    | Anderson Mesa      | LONEOS           |
| 118613 - | 2000 GE150          | 5 aprilie 2000    | Socorro            | LINEAR           |
| 118614 - | 2000 GZ150          | 5 aprilie 2000    | Socorro            | LINEAR           |
| 118615 - | 2000 GT159          | 7 aprilie 2000    | Socorro            | LINEAR           |
| 118616 - | 2000 GV159          | 7 aprilie 2000    | Socorro            | LINEAR           |
| 118617 - | 2000 GP162          | 8 aprilie 2000    | Socorro            | LINEAR           |
| 118618 - | 2000 HB8            | 27 aprilie 2000   | Socorro            | LINEAR           |
| 118619 - | 2000 HR9            | 27 aprilie 2000   | Socorro            | LINEAR           |
| 118620 - | 2000 HR13           | 28 aprilie 2000   | Socorro            | LINEAR           |
| 118621 - | 2000 HK16           | 24 aprilie 2000   | Kitt Peak          | Spacewatch       |
| 118622 - | 2000 HZ19           | 27 aprilie 2000   | Kitt Peak          | Spacewatch       |
| 118623 - | 2000 HJ22           | 29 aprilie 2000   | Socorro            | LINEAR           |
| 118624 - | 2000 HR24           | 24 aprilie 2000   | Anderson Mesa      | LONEOS           |
| 118625 - | 2000 HF28           | 28 aprilie 2000   | Socorro            | LINEAR           |
| 118626 - | 2000 HJ29           | 28 aprilie 2000   | Socorro            | LINEAR           |
| 118627 - | 2000 HE36           | 28 aprilie 2000   | Socorro            | LINEAR           |
| 118628 - | 2000 HW40           | 28 aprilie 2000   | Socorro            | LINEAR           |
| 118629 - | 2000 HC42           | 29 aprilie 2000   | Socorro            | LINEAR           |
| 118630 - | 2000 HA47           | 29 aprilie 2000   | Socorro            | LINEAR           |
| 118631 - | 2000 HB48           | 29 aprilie 2000   | Socorro            | LINEAR           |
| 118632 - | 2000 HR48           | 29 aprilie 2000   | Socorro            | LINEAR           |
| 118633 - | 2000 HM57           | 24 aprilie 2000   | Anderson Mesa      | LONEOS           |
| 118634 - | 2000 HA58           | 24 aprilie 2000   | Kitt Peak          | Spacewatch       |
| 118635 - | 2000 HE60           | 25 aprilie 2000   | Anderson Mesa      | LONEOS           |
| 118636 - | 2000 HW64           | 26 aprilie 2000   | Anderson Mesa      | LONEOS           |
| 118637 - | 2000 HD66           | 26 aprilie 2000   | Anderson Mesa      | LONEOS           |
| 118638 - | 2000 HR71           | 25 aprilie 2000   | Anderson Mesa      | LONEOS           |
| 118639 - | 2000 HM73           | 27 aprilie 2000   | Anderson Mesa      | LONEOS           |
| 118640 - | 2000 HP94           | 29 aprilie 2000   | Socorro            | LINEAR           |
| 118641 - | 2000 HU95           | 28 aprilie 2000   | Socorro            | LINEAR           |
| 118642 - | 2000 HG102          | 25 aprilie 2000   | Kitt Peak          | Spacewatch       |
| 118643 - | 2000 JR1            | 1 mai 2000        | Socorro            | LINEAR           |
| 118644 - | 2000 JR5            | 1 mai 2000        | Socorro            | LINEAR           |
| 118645 - | 2000 JC14           | 6 mai 2000        | Socorro            | LINEAR           |
| 118646 - | 2000 JL26           | 7 mai 2000        | Socorro            | LINEAR           |
| 118647 - | 2000 JX29           | 7 mai 2000        | Socorro            | LINEAR           |
| 118648 - | 2000 JF31           | 7 mai 2000        | Socorro            | LINEAR           |
| 118649 - | 2000 JM32           | 7 mai 2000        | Socorro            | LINEAR           |
| 118650 - | 2000 JQ33           | 7 mai 2000        | Socorro            | LINEAR           |
| 118651 - | 2000 JV33           | 7 mai 2000        | Socorro            | LINEAR           |
| 118652 - | 2000 JM36           | 7 mai 2000        | Socorro            | LINEAR           |
| 118653 - | 2000 JU36           | 7 mai 2000        | Socorro            | LINEAR           |
| 118654 - | 2000 JE38           | 7 mai 2000        | Socorro            | LINEAR           |
| 118655 - | 2000 JB40           | 7 mai 2000        | Socorro            | LINEAR           |
| 118656 - | 2000 JR40           | 5 mai 2000        | Socorro            | LINEAR           |
| 118657 - | 2000 JA57           | 6 mai 2000        | Socorro            | LINEAR           |
| 118658 - | 2000 JO58           | 6 mai 2000        | Socorro            | LINEAR           |
| 118659 - | 2000 JH77           | 7 mai 2000        | Socorro            | LINEAR           |
| 118660 - | 2000 JK77           | 7 mai 2000        | Socorro            | LINEAR           |
| 118661 - | 2000 KL6            | 27 mai 2000       | Socorro            | LINEAR           |
| 118662 - | 2000 KD11           | 28 mai 2000       | Socorro            | LINEAR           |
| 118663 - | 2000 KK11           | 28 mai 2000       | Socorro            | LINEAR           |
| 118664 - | 2000 KP15           | 28 mai 2000       | Socorro            | LINEAR           |
| 118665 - | 2000 KE34           | 27 mai 2000       | Socorro            | LINEAR           |
| 118666 - | 2000 KZ34           | 27 mai 2000       | Socorro            | LINEAR           |
| 118667 - | 2000 KA40           | 25 mai 2000       | Kitt Peak          | Spacewatch       |
| 118668 - | 2000 KS43           | 31 mai 2000       | Kitt Peak          | Spacewatch       |
| 118669 - | 2000 KO54           | 27 mai 2000       | Anderson Mesa      | LONEOS           |
| 118670 - | 2000 KP55           | 27 mai 2000       | Socorro            | LINEAR           |
| 118671 - | 2000 KL63           | 26 mai 2000       | Anderson Mesa      | LONEOS           |
| 118672 - | 2000 KS63           | 26 mai 2000       | Anderson Mesa      | LONEOS           |
| 118673 - | 2000 KU68           | 29 mai 2000       | Kitt Peak          | Spacewatch       |
| 118674 - | 2000 KD78           | 27 mai 2000       | Socorro            | LINEAR           |
| 118675 - | 2000 KW81           | 24 mai 2000       | Anderson Mesa      | LONEOS           |
| 118676 - | 2000 LS17           | 7 iunie 2000      | Socorro            | LINEAR           |
| 118677 - | 2000 LG19           | 8 iunie 2000      | Socorro            | LINEAR           |
| 118678 - | 2000 LH22           | 6 iunie 2000      | Kitt Peak          | Spacewatch       |
| 118679 - | 2000 LE35           | 1 iunie 2000      | Haleakalā          | NEAT             |
| 118680 - | 2000 LQ35           | 1 iunie 2000      | Anderson Mesa      | LONEOS           |
| 118681 - | 2000 NJ1            | 3 iulie 2000      | Kitt Peak          | Spacewatch       |
| 118682 - | 2000 NJ3            | 7 iulie 2000      | Farpoint           | Farpoint         |
| 118683 - | 2000 NE11           | 12 iulie 2000     | Ondřejov           | P. Kušnirák⁠(d)   |
| 118684 - | 2000 NX14           | 5 iulie 2000      | Anderson Mesa      | LONEOS           |
| 118685 - | 2000 NV15           | 5 iulie 2000      | Anderson Mesa      | LONEOS           |
| 118686 - | 2000 NA20           | 5 iulie 2000      | Anderson Mesa      | LONEOS           |
| 118687 - | 2000 NF22           | 7 iulie 2000      | Socorro            | LINEAR           |
| 118688 - | 2000 NJ22           | 7 iulie 2000      | Socorro            | LINEAR           |
| 118689 - | 2000 NG23           | 5 iulie 2000      | Anderson Mesa      | LONEOS           |
| 118690 - | 2000 OO20           | 30 iulie 2000     | Socorro            | LINEAR           |
| 118691 - | 2000 OJ23           | 23 iulie 2000     | Socorro            | LINEAR           |
| 118692 - | 2000 OS28           | 30 iulie 2000     | Socorro            | LINEAR           |
| 118693 - | 2000 OL31           | 30 iulie 2000     | Socorro            | LINEAR           |
| 118694 - | 2000 OG42           | 30 iulie 2000     | Socorro            | LINEAR           |
| 118695 - | 2000 OW44           | 30 iulie 2000     | Socorro            | LINEAR           |
| 118696 - | 2000 OA46           | 30 iulie 2000     | Socorro            | LINEAR           |
| 118697 - | 2000 OL47           | 31 iulie 2000     | Socorro            | LINEAR           |
| 118698 - | 2000 OY51           | 28 iulie 2000     | Cerro Paranal      | B. J. Gladman⁠(d) |
| 118699 - | 2000 OK53           | 30 iulie 2000     | Socorro            | LINEAR           |
| 118700 - | 2000 OQ53           | 30 iulie 2000     | Socorro            | LINEAR           |